# Аянна, Шарлотта
Шарлотта Аянна (англ. Charlotte Ayanna; род. 25 сентября 1976, Сан-Хуан) — американская актриса пуэрто-риканского происхождения, победительницы конкурса красоты «Юная Мисс США 1993».

## Биография
Шарлотта Лопес родилась 25 сентября 1976 года в городе Сан Хуан, Пуэрто-Рико. У неё есть брат Дуэйн и сестра Диана. В 1977 году она вместе с родителями переехала в Вермонт. После того, как её мать Эмму Лопес лишили родительских прав, Шарлотту отдали в приемную семью. После окончания школы, Шарлотта посещала Калифорнийский университет в Ирвайне. В 1993 году получила титул «Юная Мисс США».
Дебютировала на телевидении в 1995 году в сериале «Чудеса науки». В 1999 году снялась в клипе Рики Мартина «She's All I Ever Had». В 2001 году снялась в фильмах «Тренировочный день» и «Кейт и Лео». В 2002 году она получила премию на кинофестивале «Valenciennes International Festival of Action and Adventure Films» в категории «Лучшая актриса» за роль в фильме «Горечь любви».

## Фильмография
| Год       |     | Русское название         | Оригинальное название         | Роль                  |
| --------- | --- | ------------------------ | ----------------------------- | --------------------- |
| 1995—1996 | с   | Чудеса науки             | Weird Science                 | Энни / Джесси / Венди |
| 1996      | с   | Беверли-Хиллз, 90210     | Beverly Hills, 90210          | Бет Роулинг           |
| 1996      | с   | Шоу Стива Харви          | The Steve Harvey Show         | Джоди                 |
| 1996—1997 | с   | Тайный мир Алекс Мак     | The Secret World of Alex Mack | Ханна Меркьюри        |
| 1997      | ф   | Троянская штучка         | Trojan War                    | Нина                  |
| 1998      | ф   | Говорю вам               | Telling You                   | Эллисон               |
| 1998      | с   | Профайлер                | Profiler                      | Кристен               |
| 1999      | ф   | Королевы убийства        | Jawbreaker                    | Элизабет              |
| 1999      | ф   | Кэрри 2: Ярость          | The Rage: Carrie 2            | Трейси Кэмпбелл       |
| 2000      | ф   | Танцы в «Голубой игуане» | Dancing at the Blue Iguana    | Джесси                |
| 2001      | ф   | Посадки Ренни            | Rennie's Landing              | Саманта Паркес        |
| 2001      | ф   | Горечь любви             | Love the Hard Way             | Клэр Хариссон         |
| 2001      | ф   | Кейт и Лео               | Kate & Leopold                | Патрис                |
| 2001      | ф   | Тренировочный день       | Training Day                  | Лиза                  |
| 2002      | ф   | Высший пилотаж           | Spun                          | Эми                   |
| 2004      | с   | Красавцы                 | Entourage                     | Джоанн                |
| 2005      | ф   | Однажды на свадьбе       | Once Upon a Wedding           | Маргарита             |
| 2006      | ф   | Вампиры: жажда крови     | The Thirst                    | Мэйси                 |
| 2006      | ф   | Шпана                    | Push                          | Лиза                  |
| 2006      | кор | Номер 6                  | No. 6                         | Мила                  |
| 2006      | ф   | Ненасытная               | The Insatiable                | Татьяна               |
| 2010      | кор | Мальчик на побегушках    | Errand boy                    | Кэнди                 |
| 2012      | ф   | Рождество в Комптоне     | Christmas in Compton          | Джинджер              |
| 2013      | ф   | Дождь из звезд           | Rain from Stars               | Нора                  |